# Boom-Shack-A-Lack
Boom-Shack-A-Lack – debiutancki album studyjny Juniora Reida, jamajskiego wykonawcy muzyki roots reggae i dancehall.
Płyta została wydana w roku 1985 przez londyńską wytwórnię Greensleeves Records. Nagrania zarejestrował w studiu Channel One w Kingston Prince Jammy, który zajął się też produkcją krążka. Reidowi akompaniowali muzycy sesyjni z zespołu The Hi-Time Band. W roku 2002 nakładem Greensleeves ukazała się reedycja albumu na CD, zawierająca także dwa dodatkowe utwory.

## Lista utworów

### Strona A
1. "Cross Over The Border"
2. "Mother Move"
3. "Big Timer"
4. "Row Your Boat"
5. "There Will Be No Darkness"

### Strona B
1. "Boom-Shack-A-Lack"
2. "Drink Out Me Royalty"
3. "Strange Things"
4. "Sitting In The Park"
5. "False Rumours"

### Dodatkowe utwory w reedycji na CD
1. "Old Time Something
2. "Boom-Shack-A-Lack (12" Mix)"